# For the Sake of Love
For the Sake of Love è il dodicesimo album del musicista soul statunitense Isaac Hayes, pubblicato nel 1978 da Polydor Records. È il sedicesimo lavoro solista consecutivo di Hayes a entrare in una classifica di Billboard.
| Recensione | Giudizio |
| ---------- | -------- |
| AllMusic   | [ 1 ]    |

## Tracce
1. Just the Way You Are – 9:17 (Billy Joel)
2. Believe in Me – 5:20
3. If We Ever Needed Peace – 5:17
4. Shaft II – 9:51
5. Zeke the Freak – 4:31
6. Don't Let Me Be Lonely Tonight – 6:50 (James Taylor)

## Classifiche settimanali
| Classifica (1979) | Posizione massima |
| ----------------- | ----------------- |
| Stati Uniti       | 75                |
| US R&B Albums     | 15                |